# San Sebastiano (Kubišta)
San Sebastiano è un dipinto a olio su tela realizzato da Bohumil Kubišta nel 1912 e conservato alla Národní galerie di Praga.

## Storia
Realizzata tra la fine del 1911 e l'inizio del 1912, la tela fu esposta per la prima volta due anni dopo la morte del pittore nel 1918, in una retrospettiva organizzata da Jan Zrzavý al Rudolfinum di Praga nel 1920. Nel 1972 fu esposta alla Biennale di Venezia.
Anche il disegno preparatorio è conservato alla Národní galerie.

## Analisi
Considerata un capolavoro dell'arte d'avanguardia cecoslovacca, la tela reinterpreta lo stile del cubismo francese in modo singolare.
La tela è un autoritratto dell'autore, che decide di rappresentarsi come un martire dell'arte moderna (nel 1915 anche Egon Schiele avrebbe realizzato un Autoritratto come San Sebastiano). Infatti, l'insuccesso critico ed economico della propria arte avrebbe spinto Kubišta ad arruolarsi l'anno successivo.
La struttura del dipinto è complessa: forme triangolari e spirali ellittiche si intersecano, arricchendo lo schema di base che vede due triangoli scendere verso il basso fino a incontrare un cerchio. Le tinte predominanti sono quelle del marrone e del verde (simbolo di morte), mentre il pittore attribuì alle forme geometriche significati precisi: le figure curve indicano la materia organica, mentre quelle più spigolose la trascendenza.